# Simona Petrucci
Simona Petrucci (Grosseto, 17 aprile 1971) è una politica italiana.

## Biografia
Nata a Grosseto, si è laureata in geologia presso l'Università degli Studi di Siena ed esercita la professione di geologa nella sua città.
Iscritta a Fratelli d'Italia, nel giugno 2016 è nominata assessora esterna con deleghe ad ambiente e gestione rifiuti nella giunta di centro-destra presieduta da Antonfrancesco Vivarelli Colonna. 
Alle elezioni comunali del 2021 è eletta consigliera comunale di Grosseto con 470 preferenze ed è riconfermata assessora nella seconda giunta Vivarelli Colonna, mantenendo la delega all'ambiente e assumendo quella al demanio marittimo e terrestre.
Alle elezioni politiche del 2022 viene eletta al Senato della Repubblica nel collegio uninominale Toscana - 01 (Arezzo) per il centrodestra nella lista di Fratelli d'Italia, ottenendo il 41,96% e superando Silvio Franceschelli del centrosinistra (32,61%) e Andrea Barbagli del Movimento 5 Stelle (10,43%).